# 폴리곤 픽처스
폴리곤 픽처스(Polygon Pictures)는 도쿄 미나토구에 세워진 일본의 CG 애니메이션 스튜디오이다.

## 상세
1983년 7월 22일 설립되었다. 일본의 CG업계에 있어서는 독자적인 존재감을 표시했으며, 트랜스포머, 스타워즈, 고질라 등 여러 유명작들의 CG를 맡았고, 최근에는 디즈니 애니메이션의 CG작업도 맡았다.

## 작품 목록
- 2010년

트랜스포머 프라임
- 2011년

스타워즈 클론 전쟁 (2011년 카툰 네트워크)
- 2012년

트론 : 업 라이징
- 2014년

시도니아의 기사
- 2015년

트랜스포머: 로봇 인 디스가이즈
아인 극장판
시도니아의 기사 제9 행성 전역
- 2016년

아인 TV 애니메이션
- 2017년

GODZILLA
- 2018년

스타워즈 저항군
- 2021년

퍼시픽 림: 어둠의 시간